# Gare de Puget-Ville
Gare de Puget-Ville – przystanek kolejowy w Puget-Ville, w departamencie Var, w regionie Prowansja-Alpy-Lazurowe Wybrzeże, we Francji.
Jest przystankiem kolejowym w Société nationale des chemins de fer français (SNCF), obsługiwanym przez pociągi TER Provence-Alpes-Côte d’Azur.